# Buederscheid
Buederscheid ou Buderscheid (en luxembourgeois : Bidscht  et en allemand : Büderscheid) est une section de la commune luxembourgeoise de Goesdorf située dans le canton de Wiltz.

## Toponymie
Le nom du village est Büderscheid depuis 1700, avant cela il s'appelait « Beyderscheyd » en 1681 ou « Beuderscheydt » en 1683, ce qui fait directement référence à sa situation géographique.

## Culture locale et patrimoine

### Lieux et monuments
La chapelle de Buderscheid est probablement construite en 1616. Elle est consacrée en 1627 par l'évêque de Liège, avec Notre-Dame comme patron principal et saint Bernard comme patron secondaire. À Buderscheid, la journée de consécration de l'église est célébrée le dimanche précédant le 18 octobre (jour de la Saint-Luc).
Pendant la guerre de Trente Ans (1618-1648), la chapelle de Buderscheid est presque entièrement détruite. Ce n'est qu'en 1675 que la chapelle est reconstruite. Lors de la guerre de succession d'Espagne (1701-1714), l'église est incendiée, de sorte qu'un nouveau bâtiment est érigé et achevé en 1714. En 1807, Buderscheid est rattaché à la paroisse de Kaundorf (auparavant à celle de Niederwiltz). Entre-temps, la chapelle tombe à nouveau en ruine et un nouveau bâtiment est achevé et consacré en 1896. Un cimetière est aménagé à Buderscheid et inauguré solennellement en 1963 par le prêtre Prosper Colling (1880-1968).

### Personnalités liées à la localité
- Jhemp Bastin (lb), sculpteur luxembourgeois.
- Clara Fey (1815-1894), religieuse catholique allemande.